# Église Saint-Léger de Fongrave
Pour les articles homonymes, voir Église Saint-Léger.
L’église Saint-Léger est située à Fongrave, dans le département de Lot-et-Garonne, en Nouvelle-Aquitaine.

## Localisation
L'église Saint-Léger est située rue de l'Église, à Fongrave, dans le département de Lot-et-Garonne, en France.

## Historique
Un prieuré fontevriste a été fondé à Fongrave à une date inconnue, peut-être au XIIe siècle si on le rapproche du prieuré du Paravis fondé en 1130, ou du XIIIe siècle, si on le suppose fondé grâce à Raymond VII, protecteur de l'ordre de Fontevrault et suzerain de l'Agenais.
Le prieuré de Fongrave ne recevait que les jeunes filles nobles et était dirigé par une abbesse et des prieures.
De l'origine jusqu'au XIVe siècle, il existait deux églises jumelées séparées par une grille en bois : celle de gauche était réservée aux religieuses, celle de droite pour les paroissiens.
Le bourg de Fongrave est investi par les protestants, une première fois en 1564 (ou 1574), qui pillèrent l'église. En 1586, Geoffroy de Vivans à la tête d'une troupe protestante et aidé de l'artillerie venant de Clairac prend une nouvelle fois le bourg qui est tenu par une importante garnison catholique. Tous les soldats ont été passés au fil de l'épée et plus de 200 personnes sont massacrées dans l'église. Le prieuré et l'église priorale sont détruits par un incendie. L'église n'a jamais été reconstruite. Les religieuses ont séjourné à Sainte-Livrade entre 1586 et 1590.
Une fille de Jules César Scaliger, Françoise de Lescale, a été religieuse à Fongrave à partir de 1544. Devenue la mère antique de l'Annociade de Lescale, elle a quitté le prieuré le 22 juin 1591 pour celui du Paravis et a transmis celui de Fongrave à la mère Ursule de Cornillier.
Le mémoire rédigé par les religieuses en 1712 indique qu'après les destructions faites en 1586, la mère Ursule de Cornillier a fait rebâtir le couvent à partir de 1591. Elles ont d'abord utilisé la maison d'un forgeron pour y dire la messe.
Les religieuses vont alors occuper l'église paroissiale Saint-Jean-de-l'Habit, moins endommagée qui avait été construite au XIVe siècle. Il en subsiste probablement le tympan dans l'église actuelle. L'église paroissiale va être remise en état à partir de la fin du XVIe siècle, d'abord pauvrement jusqu'en 1643.
L'église est alors utilisée conjointement par les religieuses et la paroisse. Les religieuses vont occuper le chœur avec le maître-autel pour leurs offices, la paroisse va utiliser la nef. La partie de l'église occupée par les religieuses est dédiée à Notre-Dame, la nef utilisée par les paroissiens est sous le vocable de Saint-Léger.
Une vaste campagne de reconstruction et de décoration à partir de 1643 a été rendue possible grâce aux dons de Jean d'Estrades qui a été nommé évêque de Condom en 1647. Le mémoire de 1712 indique que Jean d'Estrades est resté près du  prieuré pendant cinq ans.
Le sanctuaire est séparé  de la nef par une grande arcade de pierre et par une cloison de bois de noyer et baluste de haut en bas. Le sanctuaire est réservé aux religieuses. Il y a dans la nef deux autels, l'un dédié à saint Léger, patron de la paroisse, l'autre à saint Roch pour une confrérie établie en 1663.
On note pour le gros œuvre l'intervention du maître maçon Mathieu et du maître charpentier Pinedre ou Pinelle en 1643-1644. Des travaux effectués par maître maçon Guiraud d'Agen sont encore mentionnés en 1651.
Dans le mémoire des religieuses de 1712, elles précisent que le dortoir des religieuses a été construit au-dessus de l'église et que dans ce dortoir il y a une tribune qui donne directement sur le  sanctuaire et le maître-autel.
En 1682, l'évêque Jules Mascaron note dans son rapport de visite que le Saint Sacrement réside à l'autel du chœur. Les religieuses font l'office public et les vêpres servent pour la paroisse.
Au début du XVIIIe siècle le  vicaire conteste la possession de l'église Saint-Léger par les  religieuses et cherche à les déloger. Un arrêt du Grand Conseil de 1714 attribue le chœur et le maître-autel de l'église aux religieuses et déclare que saint Léger est le patron de l'église. Le vicaire est interdit de se dire curé de l'église Notre-Dame de Fongrave.
En 1749, les consuls font un rapport à l'intendant de la Guyenne sur les réparations à faire dans l'église de Fongrave.
Un rapport de visite de 1782 signale que l'église est en bon état.
Des travaux de consolidation sont  entrepris en 1820 sous la conduite de l'architecte Debrel fils. Des travaux sont aussi faits au clocher. Une gravure de 1842 montre que la nef était plafonnée et trois chapelles s'ouvrant sur le mur latéral de gauche.
En 1858 la nef a été voûtée. Les travaux sont dirigés par l'architecte villeneuvois Jean Vigier. 
D'autres travaux sont entrepris en 1893 d'après le chanoine Durengues, la nef est reconstruite ainsi que les chapelles latérales formant  faux transept. En 1895 est construit le clocher-porche protégeant le tympan de l'église du XIVe siècle.
Le clocher a été restauré en 1997.
L'église a été inscrite au titre des monuments historiques le 11 mars 1996,.

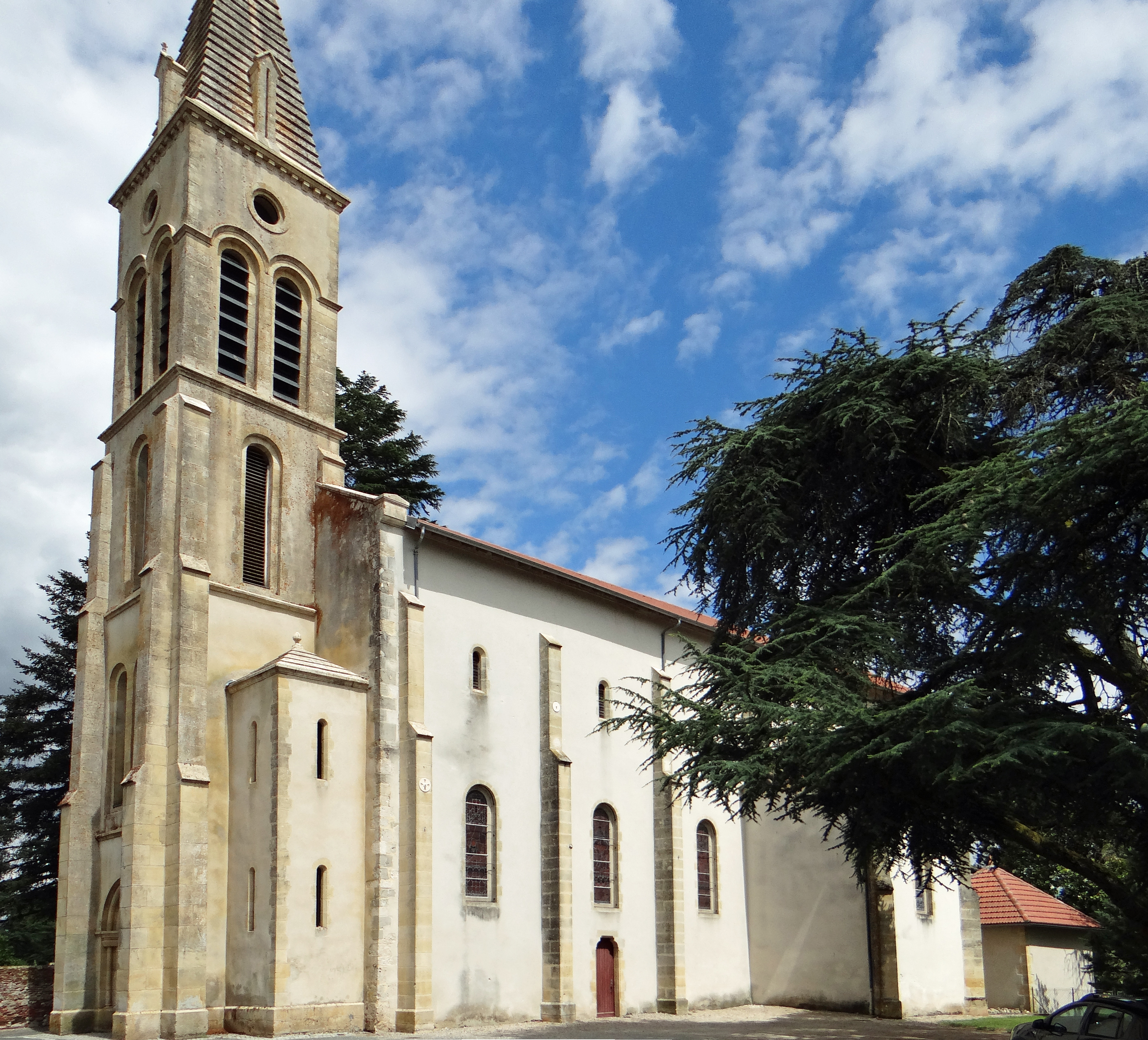
L'église avec  son clocher-porche
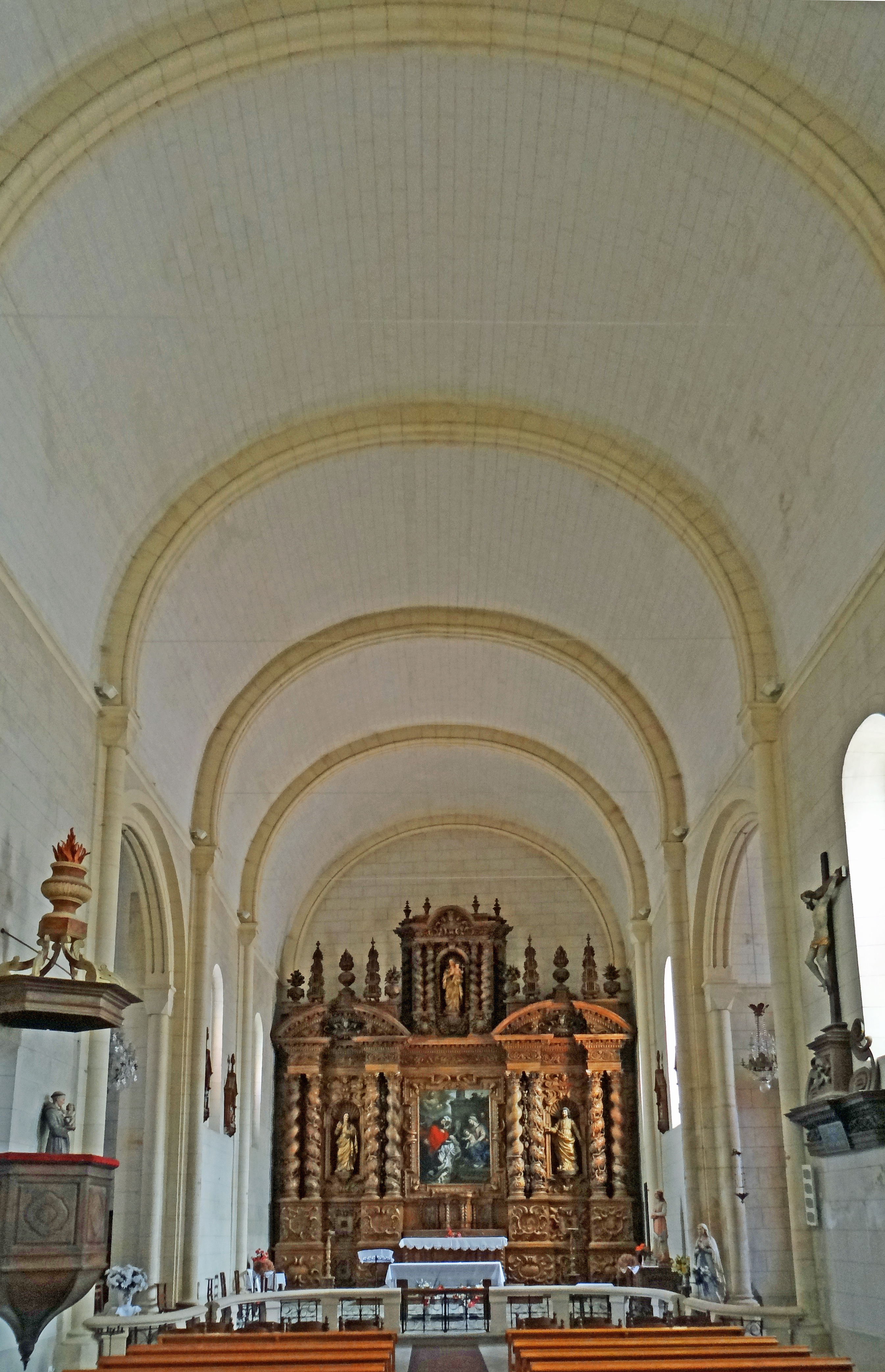
La nef

## Mobilier
L'église Saint-Léger a été décorée au XVIIe siècle de remarquables retables à colonnes enguirlandées de ceps de vigne réalisées pour le chœur et les chapelles à la demande des moniales du prieuré de Fongrave.
Le retable du maître-autel dédié à Notre-Dame de la Nativité a été commandé par la prieure Françoise de Campet. Il a été exécuté entre 1645 et 1650 par le menuisier et sculpteur Simon de Sainte-Livrade, les menuisiers Turingeau et Jacques, et le charpentier Guillem Guillou. Les colonnes ont été tournées en 1646,.
Les statues ont été sculptées en 1657-1659 par le sculpteur Frontin de Bordeaux. Au sommet  se trouve la Vierge à l'Enfant debout entourée de guirlandes de fleurs et de fruits, et, dans les niches, des statues, à gauche, de saint Jean l'Évangéliste, et, à droite, de saint Pierre.
Le  tableau situé au centre du retable  représente l'Adoration des mages. Il a été peint en 1649 par un artiste inconnu qui s’est inspiré d’une estampe de Rubens datée de 1620 sur le même thème. Les  personnages semblent être inspirés d'une autre œuvre de Rubens. Le peintre a dû ajouter un portrait de la prieure de Fongrave ou plus probablement d'une sainte de l'ordre car sa tête est entourée d'un halo.

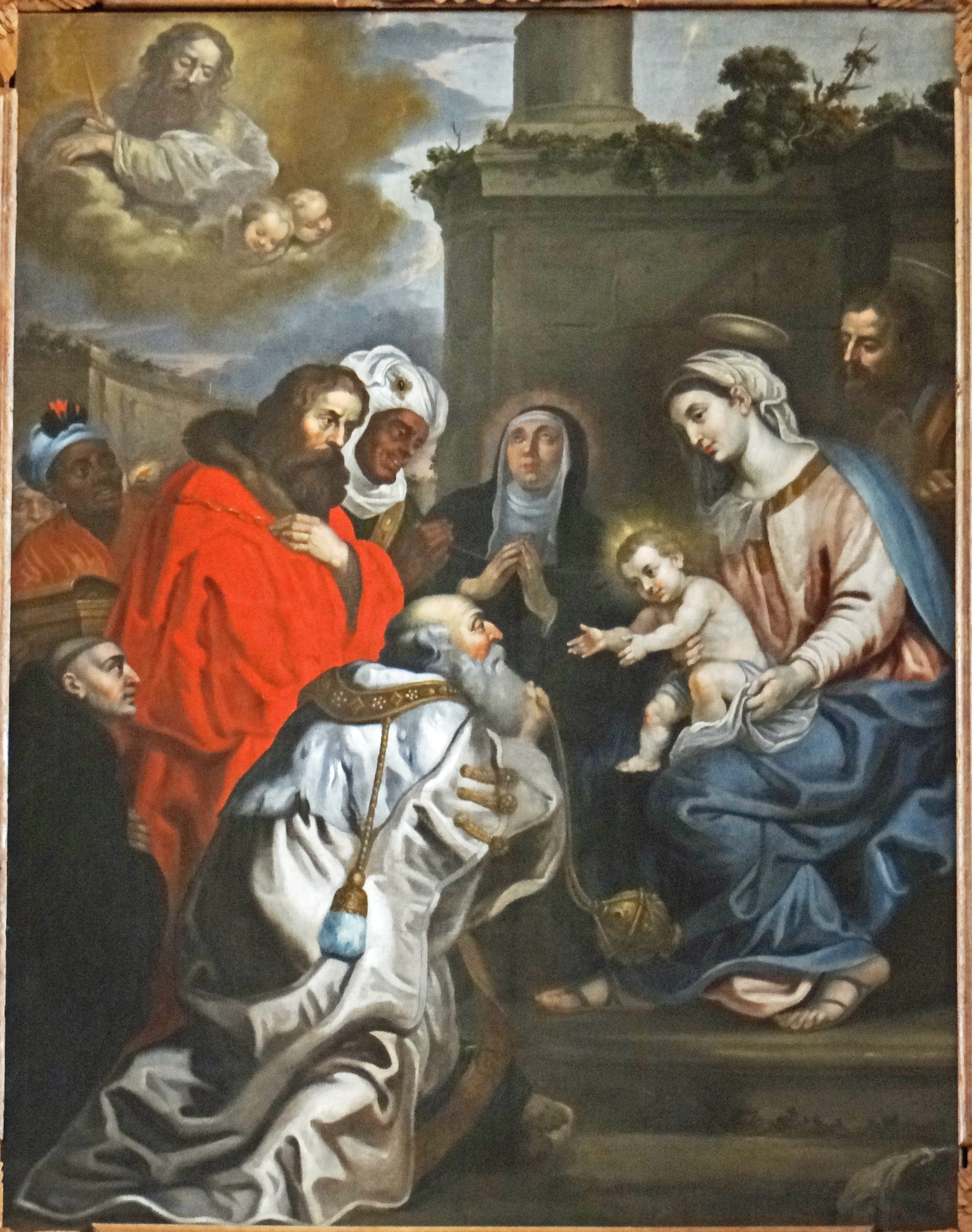
Le tableau de l'Adoration des mages Église Saint-Léger
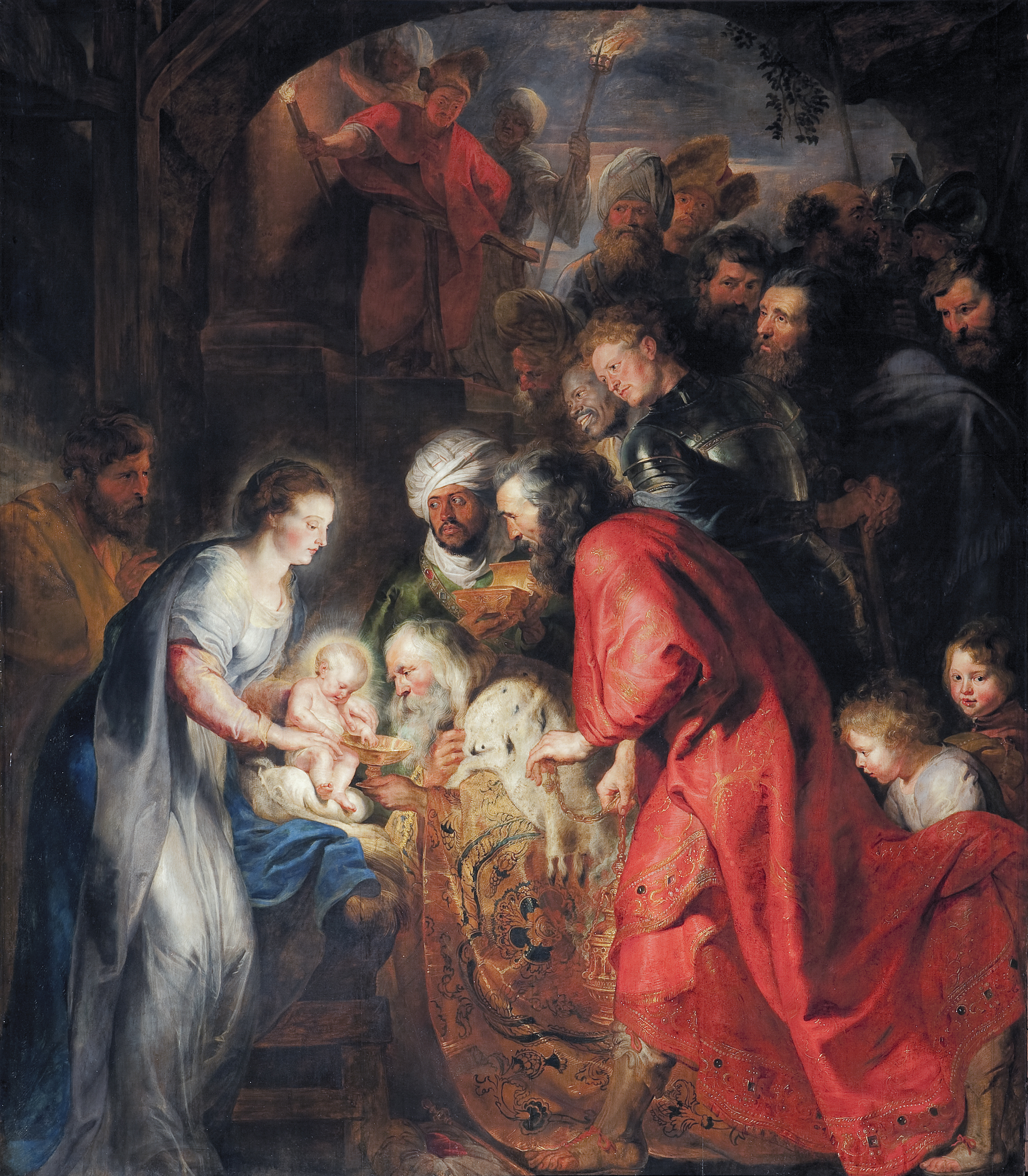
Pierre-Paul Rubens Retable de l'Adoration des mages Église Saint-Jean de Malines

Le retable du maître-autel a été classé à titre d'objet le 6 juin 1895.

## Vitraux
L'église a été décorée de vitraux :

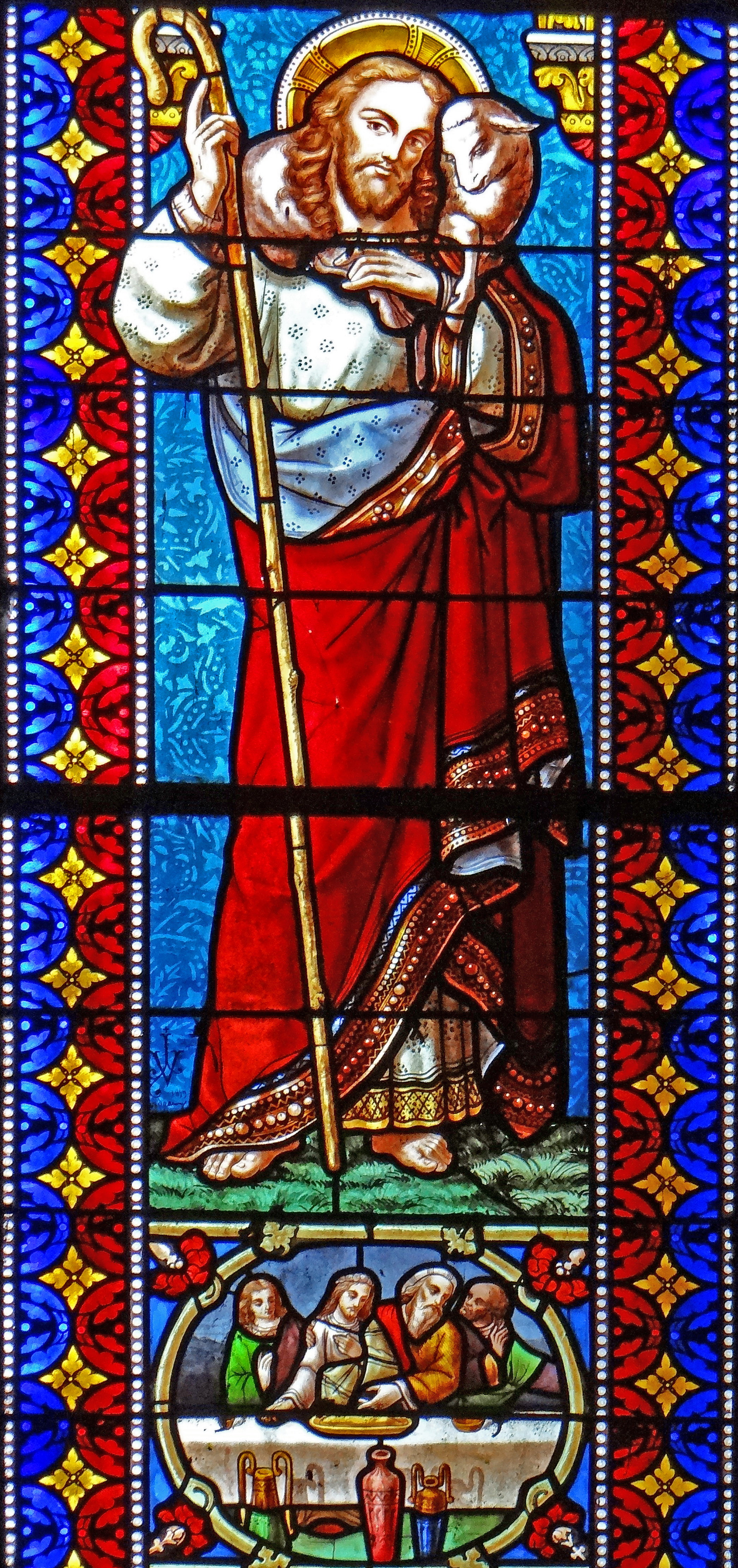
Le Bon Pasteur

- deux vitraux réalisés par Louis-Victor Gesta - le Bon Pasteur et saint Léger - qui ont été réalisés avant 1878[9],
- onze verrières sur le thème de la vie de la Vierge réalisées en 1893-1895, attribuées à l'atelier des peintres verriers lorrains Étienne et Mouilleron[10].